# Villa Léopolda
La Villa La Leopolda est un célèbre et luxueux palais de Villefranche-sur-Mer, sur la Côte d'Azur.

## Caractéristiques
La Villa La Leopolda est située sur les hauteurs de Villefranche-sur-Mer et Beaulieu-sur-mer, au lieu-dit col de Caire, entre Nice et Monaco.
Elle possède une vue panoramique sur le cap Ferrat et la mer Méditerranée, pour 1,2 kilomètre de périmètre.
Elle est entourée d'un parc de 8 hectares, planté de plus de 1 200 arbres d'essences diverses (oliviers, cyprès, citronniers, orangers et pruniers) et nécessite pour son entretien plus d'une cinquantaine de jardiniers,.

## Historique
En 1902, la propriété est acquise pour un franc symbolique par le roi Léopold II de Belgique, déjà propriétaire d’une grande partie du cap Ferrat. Il y fait édifier une villa dotée d’une tourelle centrale qu’il baptise Léopolda. Les jardins sont aménagés par Élie Lainé.
En 1915, son successeur, Albert Ier de Belgique, transforme le domaine en hôpital temporaire pour les martyrs de la Grande Guerre.
En 1919, Thérèse Vitali, comtesse de Beauchamp acquiert la villa. Elle y réalise de nombreux aménagements : construction, en 1924, de deux pavillons reliés par un portique semi-circulaire, transformation de dépendances en villa annexe, réaménagement des jardins.

## Propriétaires connus
Les propriétaires connus sont :
- 1902 : Léopold II de Belgique ;
- 1909 : Albert Ier de Belgique ;
- 1919 : Thérèse Vitali, comtesse de Beauchamp [5] ;
- 1929 : Ogden Codman, architecte américain qui remanie complètement la bâtisse pour lui donner en 1931 ses imposantes dimensions d’aujourd’hui ;
- 1951 : Izaak Walton Killam, financier canadien ;
- 1955? : Dorothy Walton Killam, sa femme[6] ;
- années 1950 : Gianni Agnelli, dirigeant italien de Fiat, et sa femme Marella[7] ;
- 1985 : Edmond Safra, homme d'affaires libanais[8];
- 1999 : Lily Safra, veuve d'Edmond Safra

## Événements récents
À l'été 2008, le milliardaire russe Mikhaïl Prokhorov se porte acquéreur de la villa pour une somme de 390 millions d’euros et verse une garantie de 39 millions d’euros. Il renonce finalement à cet achat après le retournement du marché immobilier mondial lié à la crise des subprimes. Mikhaïl Prokhorov cherche alors à récupérer son dépôt de garantie. Mais le 1er mars 2010, le tribunal de grande instance de Nice rejette sa demande. La propriétaire de la villa, Lily Safra, décide de faire don de la somme ainsi recueillie à plusieurs associations caritatives et divers organismes de recherche médicale. À cette occasion, on apprend que le montant de la vente était de 370 millions d’euros pour la villa et 19,5 millions d'euros pour les meubles. Le jugement est confirmé par la cour d'appel en 2011 et par la cour de cassation en 2012.